# FR-IX
 (juin 2011).
Si vous disposez d'ouvrages ou d'articles de référence ou si vous connaissez des sites web de qualité traitant du thème abordé ici, merci de compléter l'article en donnant les références utiles à sa vérifiabilité et en les liant à la section « Notes et références ».

Le logo du FR-IX

FR-IX était une famille de points d'échange en France. FR-IX a été créé en 2010, initialement à Paris et dans la petite couronne et permettait aux opérateurs IP titulaires d'un numéro d'AS (système autonome), d'échanger entre eux du trafic internet.
Cette famille tentait une approche qui se voulait originale dans la méthode et dans l'esprit, et développait le concept du DualGIX destiné à favoriser l'interconnexion de points d'échange. Elle s'inscrivait dans un programme plus global d'aide à la création d'opérateurs locaux sur le territoire et de développement de GIX locaux.
Faute d'avoir atteint une taille critique le projet a été avorté en 2020 en même temps que le volet coopératif de mutualisation d'infrastructure optique Opdop qui le soutenait.

## Fonctionnement

### Gestion
FR-IX est, originellement, géré par un opérateur d'opérateurs coopératif nommé Opdop dont il ne représente en réalité qu'une partie de l'activité, la partie « interconnexion », par opposition aux projets de mutualisation.

### Objectifs et moyens
FR-IX vise à favoriser l'interconnexion des opérateurs avec deux objectifs principaux. D'une part, permettre les interconnexions locales pour améliorer la qualité et le prix du routage entre des voisins. D'autre part, faire se développer en régions des initiatives allant dans le sens du développement numérique.
Ceci est le terrain nécessaire à garantir les principes de neutralité et d'indépendance qui sont fondamentaux dans le positionnement original et affirmé de FR-IX en France.

#### Indépendance et neutralité
La gestion autonome de FR-IX garantit son indépendance. Elle est assurée par la participation financière des opérateurs, et explique que FR-IX ne peut pas être gratuit. Une structure coopérative est choisie, qui permet aux membres d'amener du capital, de financer le fonctionnement, mais aussi de disposer d'un droit de vote.
La neutralité est garantie par l'absence d'intérêts concurrents entre la structure sous-jacente, et les opérateurs IP qui vont utiliser les services du FR-IX. Un opérateur d'opérateurs dépourvu d'activité IP et qui ne fournit pas de services concurrents à ceux des membres du FR-IX correspond à ces critères.
FR-IX ne se préoccupe pas de la gratuité des échanges entre les opérateurs membres, il est donc possible de livrer du trafic payant à un client au moyen du FR-IX, mais ce dernier n'en assumera pas de responsabilité pour autant.
Ce dernier aspect permet d'élargir le fonctionnement à celui d'un point d'accès au réseau (ou NAP, acronyme de Network Access Point) c'est-à-dire une place de marché, avec un effet beaucoup plus dynamisant pour le développement local.

#### Politique tarifaire
Le FR-IX propose une politique tarifaire à la carte en rupture avec les pratiques précédentes (les points d'échange classiques proposent un tarif fixe selon la capacité du port de connexion). FR-IX propose à ses membres de choisir entre une facturation au port, au 95e centile (en mégabits par seconde) ou au volume transféré (en gigaoctets).
Ces options ont pour but de permettre aux opérateurs naissants, qui ont des besoins de volume réduit, de démarrer avec un prix qui soit adapté à leur besoin. Il s'agit donc de conserver l'objectif économique qui est l'un des fondements d'un GIX, sans remettre en cause le principe d'indépendance.
Ce modèle économique aura été un handicap face au projet concurrent du France-IX lancé au même moment avec une gratuité des ports de petite capacité.

## Développement
Dans la logique du FR-IX, le peering a avant tout une signification locale, tant du point de vue technique que financier. Sa volonté est donc d'essaimer des points d'échange locaux, mais aussi de favoriser l'interconnexion de points d'échange voisins (voir DualGIX).
Ceci implique généralement une politique tarifaire diversifiée.

### Points d'échange affiliés
Initialement développé sur des sites Parisiens et en petite couronne, le FR-IX75 généralement désigné FR-IX n'est que le premier d'une longue série, qui correspond à la volonté de participer au développement local des territoires.
Ainsi d'autres points d'échange voient le jour à partir de la fin 2010, nommés en fonction du département de leur implantation parce que le peering a avant tout une signification locale.
- FR-IX72, Le Mans, décembre 2010
- FR-IX35, Rennes, début 2011
- FR-IX13, Marseille, en décembre 2011

Ces points d'échange locaux ont un fonctionnement et une philosophie cohérentes avec celle de la famille FR-IX, même si des spécificités techniques ou financières peuvent apparaître en fonction des conditions locales spécifiques.

### Points d'échanges partenaires
Le Lyonix à Lyon, a fait l'objet de la première interconnexion externe du FR-IX.

### DualGIX ou 2GIX
Le principe du DualGIX est de permettre l'utilisation d'un concept simple d'interconnexion de deux GIX voisins. Il a été inventé par Opdop pour favoriser le développement et l'interconnexion de points d'échange sur le territoire.
L'idée est de superposer aux réseaux indépendants des deux GIX, un troisième GIX qui bénéficie des structures de ses fondateurs, et d'une ou de plusieurs interconnexions directes entre ces structures. Grâce à un espace d'adressage dédié, les membres de chacun des GIX peuvent s'interfacer sur le DualGIX via la même prise qui leur sert pour accéder à l'un des GIX initiaux. Une tarification particulière est appliquée de part et d'autre par chaque GIX, qui permet d'une part, de cofinancer le réseau du GIX, et d'autre part, de cofinancer 50 % des liaisons d'interconnexion.